# 안면경부모낭성홍색흑피증
안면경부모낭성홍색흑피증(Erythromelanosis follicularis faciei et colli)은 홍반성 병태를 가지고 있는 색소 장애를 포함하며 붉검은 특성을 지닌것이 뚜렷이 구분된다.
대칭적으로 변색이 수반되며 선천적으로 턱뼈 주위에 홍반성 구진이 여포세포에서 발생된 색소침착성각막염이다.